# جوزپه نیکولائو
جوزپه نیکولائو (انگلیسی: Giuseppe Nicolao؛ زادهٔ ۵ مارس ۱۹۹۴) بازیکن فوتبال اهل ایتالیا است.
از باشگاه‌هایی که در آن بازی کرده‌است می‌توان به باشگاه فوتبال آلساندریا اشاره کرد.
وی همچنین در تیم‌های ملی فوتبال زیر ۱۷ سال ایتالیا و زیر ۱۹ سال ایتالیا بازی کرده‌است.